# Andreas Öhman (fotbollsspelare)
Andreas Carl Axel Öhman, född 14 januari 1998, är en svensk fotbollsspelare som spelar för Västra Frölunda IF.

## Karriär
Öhmans moderklubb är Askims IK. Som 10-åring gick han till Karlstad BK. 2014 gick Öhman över till Carlstad United och sommaren 2014 gick han vidare till IFK Göteborg. Öhman gjorde allsvensk debut den 29 september 2017 i en 4–0-vinst över IK Sirius, där han blev inbytt i den 87:e minuten mot Emil Salomonsson. I december 2017 flyttades han upp i A-laget och skrev på ett tvåårskontrakt.
I april 2018 lånades Öhman ut till Utsiktens BK. I januari 2019 lånades han även ut till klubben över säsongen 2019. I februari 2020, efter två år på lån, värvades Öhman av Utsiktens BK, där han skrev på ett tvåårskontrakt.
Inför säsongen 2022 gick Öhman till division 2-klubben Västra Frölunda IF, dit även lagkamraterna Bragi Bergsson, Alexander Angelin och Eddie Ludvigsson från Utsiktens BK gick.